# Brandi Brandt
Brandi Brandt, född 2 november 1968 i Santa Clara i Kalifornien, är en amerikansk fotomodell och skådespelare. Hon var tidigare gift med basisten Nikki Sixx från Mötley Crüe. De har tre barn tillsammans.
Hon var tidningen Playboys Playmate för oktober 1987. Efter att varit delaktig i kokainsmuggling mellan USA och Australien dömdes hon 2014 till sex års fängelse.

## Filmografi (urval)
- 1987 - Can't Buy Me Love
- 1990 - Wedding Band
- 2000 - Citizen Toxie: The Toxic Avenger IV
- 2001 - Ticker